# Klon wytworny

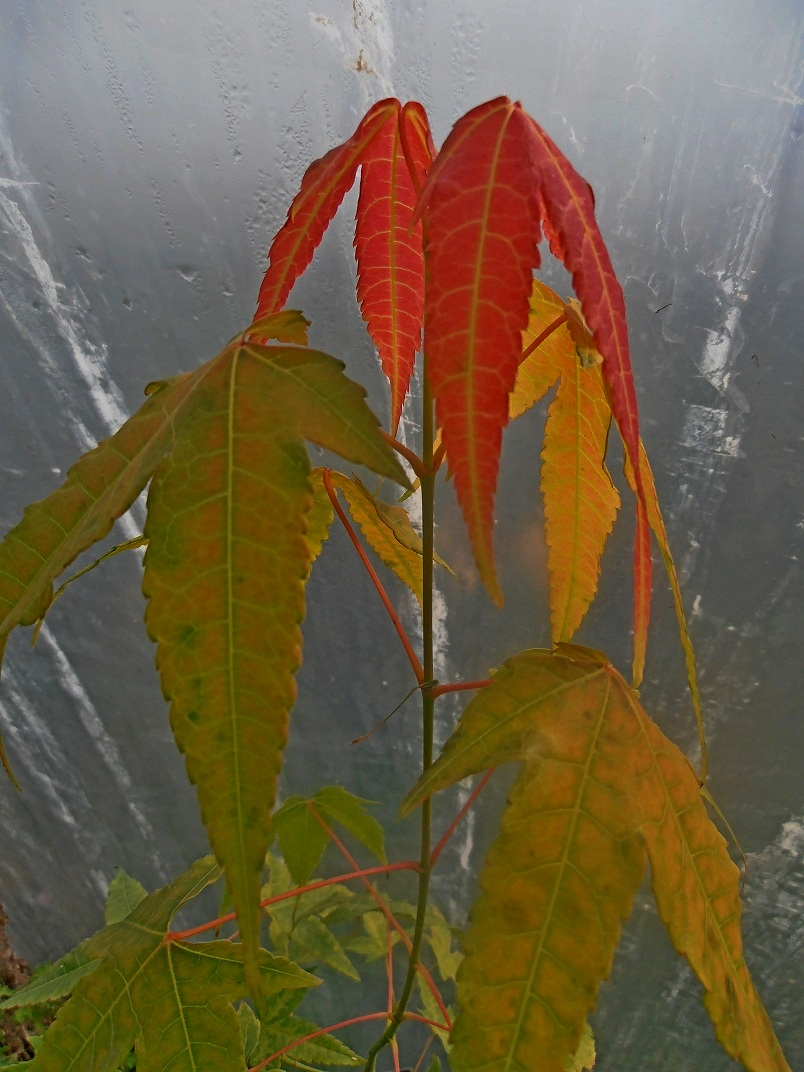
Klon wytworny

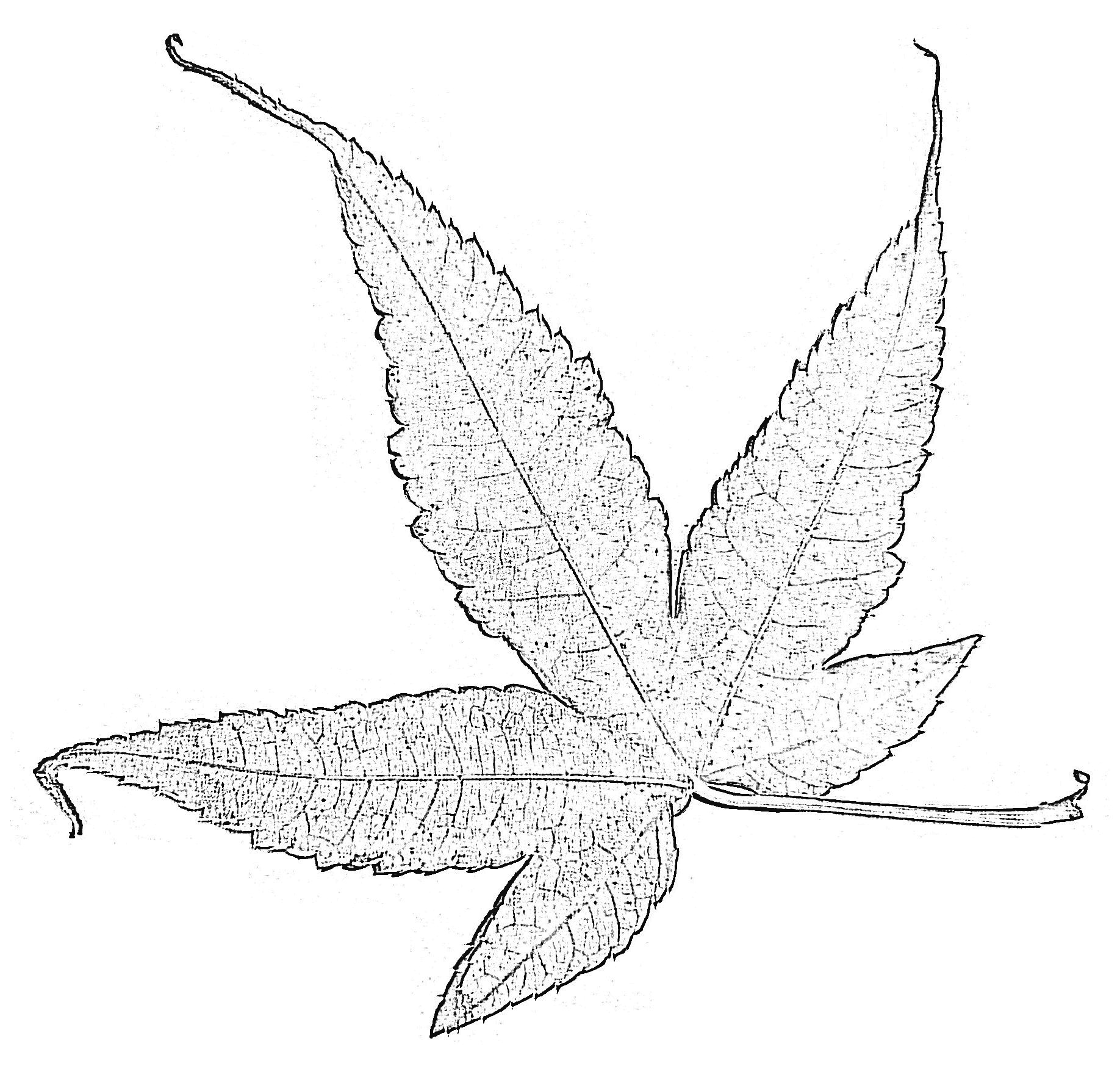
5-klapowany liść klonu wytwornego – środkowe klapy są znacznie dłuższe od zewnętrznych

Klon wytworny (Acer elegantulum) – gatunek rośliny z rodziny mydleńcowatych (Sapindaceae), sklasyfikowany w sekcji Palmata, serii Sinensia rodzaju klon (Acer). Drzewo występujące naturalnie w południowych Chinach, zwykle rosnące w dolinach górskich lasów na wysokości od 200 do 1400 m n.p.m.

## Rozmieszczenie geograficzne
Klon wytworny występuje w Chinach. Jego zasięg obejmuje prowincje Fujian, Hunan, Jiangxi, Kuangsi, Kuejczou, Zhejiang oraz południe Anhui. 
W kolekcjach uprawia się go dość rzadko. W Polsce introdukowany był w 1982 roku do arboretum w Rogowie, a stamtąd w 1986 też do arboretum w Glinnej. W tym pierwszym przemarzł w połowie lat 80. XX wieku.

## Morfologia
PokrójDrzewo dorastające do 15 m wysokości (według innych źródeł 5–8) i 6–9 m szerokości. Posiada zaokrąglony, owalny pokrój. Kora na pniu ma ciemnobrązową barwę i jest chropowata, natomiast gałęzie mają kolor zielony.
LiścieOgonek liściowy ma 2,8–6 cm długości i jest nagi. Liście są 5-, rzadziej 7-klapowane, głęboko wcięte, drobnoząbkowane, z wydłużonymi klapami o ostrych wierzchołkach. Trzy środkowe klapy są sporo dłuższe od zewnętrznych. Liście są nieco szersze niż dłuższe – osiągają 5–13 cm długości i 7–16 cm szerokości. Są cienkie z pięcioma głównymi nerwami widocznymi z obu stron. Z obu stron są nagie z wyjątkiem małych kępek owłosienia w kątach nerwów. Z wierzchu są nieco ciemniejsze niż od spodu. Młode liście, które pojawiają się wiosną, mają czerwoną barwę. Latem przybierają kolor zielony, by jesienią przebarwiać się na czerwono.
KwiatyKwiatostan jest wiechowaty o długości 2–3 cm. Kwiaty posiadają 5-działkowy kielich o jasnozielonym kolorze, o działkach jajowatych lub podługowatych i długości około 2 mm. Korona kwiatu składa się z 5 jasnozielonych płatków odwrotnie jajowatych bądź podłużnych i o długości około 2 mm. W kwiatach znajduje się 8 pręcików.
OwoceOwocami są nagie, jasnożółte skrzydlaki. Zawierają wypukły, kulisty orzeszek o wymiarach 6 × 5 mm (czasem nawet do 1 cm). Skrzydełka łączą się pod kątem rozwartym (prawie 180°), mają 2–2,5 cm długości i 8–10 mm szerokości.
Gatunki podobneKlon wytworny wyróżnia się owłosioną zalążnią i prawie nagimi nerwami od spodu liści i nagim ogonkiem. Acer pubinerve różni się owłosionymi nerwami i ogonkiem. Te dwa gatunki są trudne do odróżnienia i mogą być mylone. Oba gatunki różnią się od klonu chińskiego A. sinense mniejszymi, cieńszymi liśćmi, smukłymi ogonkami, mniejszymi owocami i owłosioną zalążnią kwiatu.

## Systematyka i zmienność
Gatunek z rodziny mydleńcowatych (Sapindaceae), klasyfikowany w sekcji Palmata, serii Sinensia rodzaju klon (Acer). Należy do grupy drobnych gatunków z serii Sinensia, której kilku przedstawicieli (w tym A. elegantulum oraz A. pubinerve Rehder, A. kweiliense W. P. Fang & M. Y. Fang, A. bicolor F. Chun) bywa łączonych w jeden gatunek – A. sinense Pax, ewentualnie A. elegantulum łączony jest z A. pubinerve. Oba gatunki i inne podobne poza tym jednak, że różnią się owłosieniem liści i zalążni, cechują się także innym zasięgiem występowania.
Gatunek opisany został po raz pierwszy przez chińskich botaników – Fang Wen-Pei i Chiu Pao-ling z Uniwersytetu Syczuańskiego dopiero w 1979 na podstawie materiału zielnikowego zebranego w latach 50. XX wieku. Autorzy ci wyróżnili odmianę var. macrurum W. P. Fang & P. L. Chiu. Odmiana ta wyróżnia się mniejszymi zewnętrznymi odcinkami liścia (od 1,5 do 2 cm długości, podczas gdy u typu mają one ponad 2 cm), mniejszym orzeszkiem (poniżej 5 mm średnicy) i krótszym skrzydełkiem (poniżej 1,5 cm długości). Zarówno ta odmiana, jak i dwa inne wyodrębniane przez Fanga gatunki (A. olivaceum W. P. Fang & P. L. Chiu oraz A. yaoshanicum W. P. Fang.) uznawane są obecnie za synonimy A. elegantulum.

## Biologia i ekologia
Ekologia gatunku w naturalnym zasięgu jest słabo poznana.
Gatunek dość odporny na mróz – rośnie w strefach mrozoodporności od 6a do 8b. Kwitnie w maju, a owoce dojrzewają we wrześniu.
Lubi stanowisko na pełnym słońcu lub w półcieniu. Najlepiej rośnie na żyznej, wilgotnej, lecz dobrze przepuszczalnej glebie. Preferuje glebę o kwaśnym odczynie (pH) w granicach 5,1–6,0).
Młode rośliny mogą być uszkadzane przez jeleniowate.

## Ochrona
Gatunek nie był oceniany w odniesieniu do kryteriów IUCN i nie jest ujęty w Czerwonej księdze gatunków zagrożonych (IUCN Red List of Threatened Species. Version 2013.2). Ze względu na endemiczne występowanie w naturze – wyłącznie w Chinach – gatunek wymieniony jest na chińskiej czerwonej liście gatunków.

## Zastosowanie
Gatunek dostarcza w Chinach surowca drzewnego. Ekstrakt alkoholowy z liści wyróżnia się silnym działaniem antyoksydacyjnym.

## Uprawa
Rozmnażać można na wiele sposobów: poprzez ukorzenianie zdrewniałych bądź zielonych sadzonek macierzystych, poprzez nasiona bądź przez szczepienie.
Nasiona najlepiej poddać stratyfikacji w torfie w chłodnym miejscu. Dzięki temu na wiosnę nastąpi ich szybsze kiełkowanie. Kiełkująca sadzonka może przybierać różową barwę.